# کولوکولتسوو
کولوکولتسوو (انگلیسی: Kolokoltsevo) یک شهرک در شهرستان اوفیمسکی استان باشقیرستان کشور روسیه است.